# Natasha St Pier (álbum de Natasha St Pier)
Natasha St Pier es el sexto álbum de estudio de la cantante de acadia Natasha St-Pier, que salió a la venta el 17 de noviembre de 2008. Tuvo un éxito relativamente modesto en Francia, Suiza y Bélgica francófona. Natasha afirma que el álbum es el más personal de sus trabajos por lo que de ahí que fuera titulado con su nombre. El primer sencillo del álbum, "Embrasse-Moi", fue publicado en otoño de 2008.
Originalmente el título del álbum sería L'esprit de famille, pero a través del blog oficial de Natasha St Pier en Myspace, el 19 de septiembre de 2008 fue anunciado que el álbum sería homónimo a la cantante. Aunque en algunas tiendas de música el título sigue siendo L'esprit de famille

## Listado de temas

### Edición normal
| N.º | Título                                                                             | Duración |  |
| 1.  | «Embrasse-Moi» (Lionel Florence, Patrice Guirao, Pascal Obispo, John Mamann)       | 3:08     |  |
| 2.  | «L'esprit de famille» (Élodie Hesme, Pascal Obispo)                                | 4:28     |  |
| 3.  | «1, 2, 3» (Élodie Hesme, Dominique Mattei)                                         | 4:00     |  |
| 4.  | «L'orient-express» (Élodie Hesme, Arnaud Garoux, Antoine Debarge)                  | 2:53     |  |
| 5.  | «John» (Élodie Hesme, John Mamann, Houssain Chouari)                               | 3:19     |  |
| 6.  | «Pardonnez-moi» (Lionel Florence, John Mamann)                                     | 3:06     |  |
| 7.  | «L'instinct de survie» (Élodie Hesme, Natasha St-Pier, John Mamann)                | 3:12     |  |
| 8.  | «Où que j'aille» (Lionel Florence, John Mamann)                                    | 3:26     |  |
| 9.  | «J'irai te chercher» (Lionel Florence, Patrice Guirao, Pascal Obispo, John Mamann) | 3:05     |  |
| 10. | «Les murmures de la fin» (François Welgryn, Alain Lanty)                           | 3:50     |  |
| 11. | «On veut plus que de l'amour» (Patrice Guirao, David Gategno)                      | 4:04     |  |

### Versión deluxe
La edición especial lleva dos temas más.
| N.º | Título                           | Duración |  |
| 1.  | «Embrasse-moi» (Hakimakli remix) | 3:10     |  |
| 2.  | «On court»                       | 3:17     |  |